# Epitoxus mazuri
Epitoxus mazuri är en skalbaggsart som beskrevs av Yélamos och Alexey K. Tishechkin 1999. Epitoxus mazuri ingår i släktet Epitoxus och familjen stumpbaggar. Inga underarter finns listade i Catalogue of Life.